# 旧金山铁路博物馆
旧金山铁路博物馆（San Francisco Railway Museum）是一个小型铁路博物馆，位于旧金山市場南区域，旧金山渡轮大厦对面。

## 历史
旧金山铁路博物馆由市场街铁路组织创建于2006年10月7日。